# Сјеничак Ласињски
Сјеничак Ласињски је насељено место у општини Ласиња, на Кордуну, Карловачка жупанија, Република Хрватска.

## Историја
Сјеничак Ласињски се од распада Југославије до августа 1995. године налазио у Републици Српској Крајини. До територијалне реорганизације у Хрватској насеље се налазило у саставу бивше велике општине Карловац.

## Становништво
На попису становништва 2011. године, Сјеничак Ласињски је имао 157 становника. Већина становника српске националности напустила је село током операције Олуја августа 1995. године.

### Број становника по пописима
| Националност   | 2001. | 1991. | 1981. | 1971. | 1961. | 1953. | 1948. | 1931. | 1921. | 1910. | 1900. | 1890. | 1880. | 1869. | 1857. |
| бр. становника | 189   | 677   | 872   | 1.078 | 1.191 | 1.266 | 1.073 | 1.696 | 1.377 | 1.491 | 1.367 | 1.283 | 1.106 | 1.124 | 1.042 |

- напомене:

Исказано под именом Стеничњак 1857, Сјеничак од 1869. до 1931. и Сјеничак Ласињски од 1948. надаље.

### Национални састав
| Националност       | 2001.        | 1991.        | 1981.        | 1971.          | 1961.          |
| Срби               | 168 (88,88%) | 632 (93,35%) | 847 (97,13%) | 1.014 (94,06%) | 1.180 (99,07%) |
| Хрвати             | 5 (2,64%)    | 10 (1,47%)   | 13 (1,49%)   | 20 (1,85%)     | 7 (0,58%)      |
| Југословени        | 0            | 11 (1,62%)   | 4 (0,45%)    | 31 (2,87%)     | 0              |
| остали и непознато | 16 (8,46%)   | 24 (3,54%)   | 8 (0,91%)    | 13 (1,20%)     | 4 (0,33%)      |
| Укупно             | 189          | 677          | 872          | 1.078          | 1.191          |

## Попис 1991.
На попису становништва 1991. године, насељено место Сјеничак Ласињски је имало 677 становника, следећег националног састава:
| Попис 1991.‍  | Попис 1991.‍  | Попис 1991.‍ | Попис 1991.‍ | Попис 1991.‍ |
| ------------ | ------------ | ----------- | ----------- | ----------- |
|              |              |             |             |             |
| Срби         | Срби         |             | 632         | 93,35%      |
| Југословени  | Југословени  |             | 11          | 1,62%       |
| Хрвати       | Хрвати       |             | 10          | 1,47%       |
| Македонци    | Македонци    |             | 3           | 0,44%       |
| Муслимани    | Муслимани    |             | 2           | 0,29%       |
| Аустријанци  | Аустријанци  |             | 1           | 0,14%       |
| Грци         | Грци         |             | 1           | 0,14%       |
| неопредељени | неопредељени |             | 4           | 0,59%       |
| непознато    | непознато    |             | 13          | 1,92%       |
| укупно: 677  |              |             |             |             |

## Знамените личности
- Сава Мркаљ (1783–1835), реформатор српског писма и азбуке
- Гојко Николиш (1911–1995), лекар, писац, Народни херој Југославије
- Јово М. Бижић (1927–2003), учитељ и писац